# GRIN1

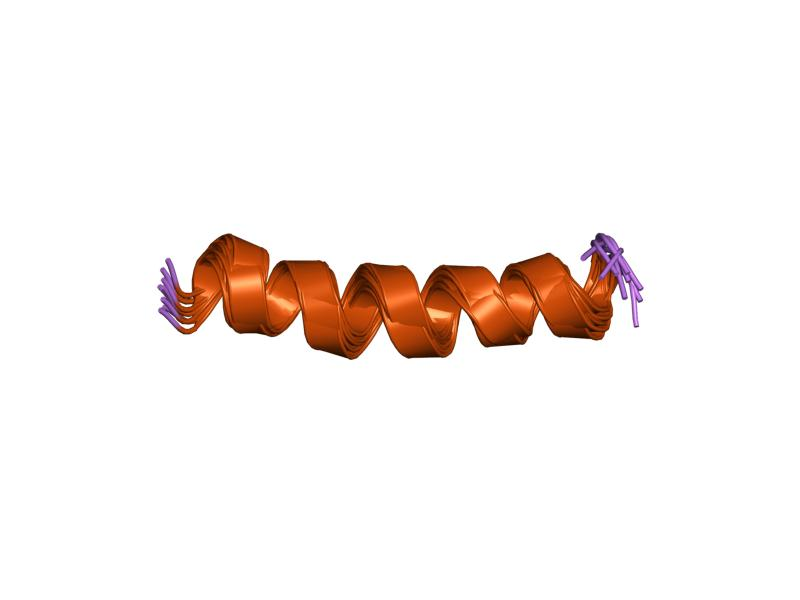
Lintdiagram van GRIN1

GRIN1 (glutamate ionotropic receptor NMDA type subunit 1), ook wel genoemd NR1, MRD8, GluN1, NMDA1, DEE101, NDHMSD, NDHMSR, NMD-R1, NMDAR1, is een proteïne dat bij de mens gecodeerd wordt door het GRIN1 gen.
Het eiwit dat door dit gen wordt gecodeerd is een kritische subeenheid van de N-methyl-D-aspartaatreceptoren, die heteroisomere eiwitcomplexen zijn met meerdere subeenheden voor het vormen van een ionotrope receptor. Deze subeenheden spelen een sleutelrol in de synaptische plasticiteit, waarvan wordt aangenomen dat ze ten grondslag liggen aan het geheugen en het leren. Het gen bestaat uit 21 exons en wordt alternatief gespliced, waardoor transcriptievarianten ontstaan die verschillen in de C-terminus. De sequentie van exon 5 is bij gewervelde dieren identiek. Exon 5-splicing is aangetoond bij de mens, muis en rat. Er wordt aangenomen dat celspecifieke factoren de expressie van verschillende proteïne-isovormen controleren, wat mogelijk bijdraagt aan de functionele diversiteit van de subeenheden.